# Christoph Eugen
Christoph Eugen (Judenburg, 28 de mayo de 1976) es un deportista austríaco que compitió en esquí en la modalidad de combinada nórdica.
Ganó dos medallas en el Campeonato Mundial de Esquí Nórdico, plata en 2001 y bronce en 1997. Participó en dos Juegos Olímpicos de Invierno, en los años 1998 y 2002, ocupando el cuarto lugar en Nagano 1998, en la misma prueba.

## Palmarés internacional
| Campeonato Mundial | Campeonato Mundial  | Campeonato Mundial | Campeonato Mundial       |
| Año                | Lugar               | Medalla            | Prueba                   |
| ------------------ | ------------------- | ------------------ | ------------------------ |
| 1997               | Trondheim (Noruega) | Medalla de bronce  | TN + 4 × 5 km por equipo |
| 2001               | Lahti (Finlandia)   | Medalla de plata   | TN + 4 × 5 km por equipo |